# The Savage Poetry
The Savage Poetry — це перевидання демо-альбому Savage Poetry німецького павер-метал гурту Edguy, що вийшов 2000 року. Альбом гурт записав самостійно, як демо, ще до підписання контракту з AFM. Перезаписані треки були трохи змінені. Деякі версії альбому мали оригінальний запис, як бонусний диск.

## Список композицій
Усі тексти написав Тобіас Саммет. Уся музика — Тобіас Саммет, за винятком зазначеного.
1. «Hallowed» — 6:14
2. «Misguiding Your Life» — 4:04
3. «Key to My Fate» — 4:34
4. «Sands of Time» — 4:39
5. «Sacred Hell» — 5:37
6. «Eyes of the Tyrant» — 10:00
7. «Frozen Candle» (Саммет, Єнс Людвіг) — 7:15
8. «Roses to No One» — 5:42
9. «Power and Majesty» (Саммет Людвіг) — 4:53

## Учасники
- Тобіас Саммет — вокал, бек-вокал, клавішні
- Єнс Людвіг — гітара, звукорежисер
- Дірк Зауер — ритм-гітара
- Тобіас 'Еггі' Ексель — бас-гітара
- Фелікс Бонке — ударні
- Домінік Шторх — ударні в версії 1995 року

Запрошені музиканти
- Ральф Здіарстек, Маркус Шмітт — бек-вокал
- Франк Тішер — фортепіано на «Sands of Time»

Виготовлення
- Норман Мейріц — звукорежисер
- Мікко Карміла — зведення
- Міка Юссіла — мастерінг